# 파이크리트

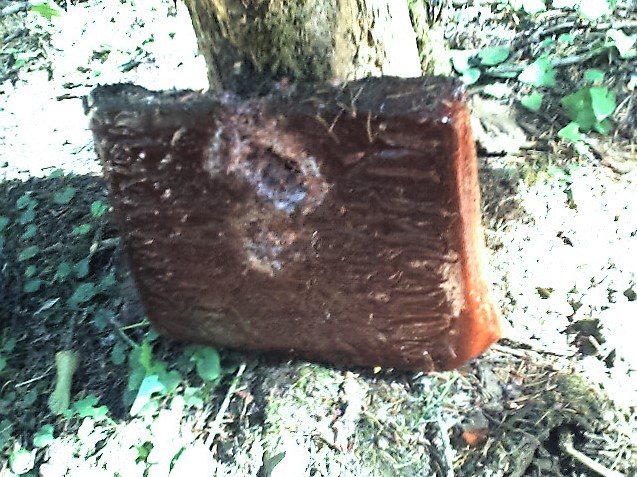

파이크리트(Pykrete)는 원래 약 14%의 톱밥이나 다른 형태의 목재 펄프(예: 종이)와 86%의 얼음(무게 기준 6:1)으로 만들어진 얼어붙은 얼음 합성물이다.
제2차 세계 대전 중 제프리 파이크(Geoffrey Pyke)는 영국 해군의 초대형 항공모함 후보 물질로 제안했다. 파이크리트는 열전도율이 낮아 녹는 속도가 상대적으로 느리고 일반 얼음에 비해 강도와 인성이 크게 향상되는 등 특이한 특성을 가지고 있다. 이러한 물리적 특성은 재료가 동결된 상태로 유지되는 한 재료를 콘크리트와 유사하게 만들 수 있다.
파이크리트는 동결 과정에서 팽창하기 때문에 콘크리트보다 형성하기가 약간 더 어렵다. 그러나 바닷물을 원료로 사용하여 수리 및 유지 보수가 가능하다. 이 혼합물은 어떤 형태로든 성형할 수 있고 얼 수 있으며 영하의 온도 이하로 유지되는 한 단단하고 내구성이 있다. 온도를 -15°C(5°F)까지 더 낮추면 점진적 크리프 또는 새깅에 대한 내성이 향상된다.

## 참고문헌
- Ismay, General Lord (1960). 《The Memoirs of Lord Ismay》. Heinemann.
- Lampe, David (1959). 《Pyke, the Unknown Genius》. London: Evans Brothers.
- Perutz, Max. 〈A Description of The Iceberg Aircraft Carrier [1948]〉.   Gerald Seligman. 《The Journal of Glaciology》. Volume I (January 1947 – October 1951). The British Glaciological Society.
- Perutz, Max (2002). 《I Wish I'd Made You Angry Earlier》 paperback판. Oxford University Press. ISBN 0-19-859027-X.
- Stephenson, Neal (2015). 《Seveneves》. William Morrow.